# CSB 8021
USCGC John Midgett (WHEC-726), trước đây là USCGC Midgett (WHEC-726), là chiếc tàu thứ 12 và chiếc sau cùng trong lớp tàu Hamilton của Tuần duyên Hoa Kỳ. Với thủy thủ đoàn gồm 24 sĩ quan và 160 thủy thủ, trong thời gian còn phục vụ tại Hoa Kỳ, nó được neo đậu tại Seattle, Washington dưới sự kiểm soát hành chính và điều hành của Tư lệnh Khu vực Thái Bình Dương (COMPACAREA). Trước khi thực hiện chương trình Cải tạo và Bảo trì Hạm đội (FRAM), cảng nhà của nó là Alameda, California.
Midgett được đặt lườn vào ngày 5 tháng 4 năm 1971 tại Nhà máy đóng tàu Avondale ở New Orleans, Louisiana và được hạ thủy vào ngày 4 tháng 9 năm 1971. Nó được đưa vào hoạt động vào ngày 17 tháng 3 năm 1972. Lễ ra mắt chính thức của nó được tổ chức vào ngày 21 tháng 8 năm 1972 tại Đảo Treasure ở Vịnh San Francisco. Điều này diễn ra ngay sau khi nó cập cảng nhà đầu tiên của nó ở Alameda, California. Midgett đã ngừng hoạt động và được đưa vào chương trình Cải tạo và Bảo trì Hạm đội (FRAM) vào ngày 7 tháng 1 năm 1991 và được đặt ở trạng thái "Trong Ủy ban Đặc biệt" kể từ ngày 25 tháng 4 năm 1992. Nó được đưa vào hoạt động trở lại hoàn toàn vào tháng 2 năm 1993. Đây là một con tàu đa năng, được thiết kế để đáp ứng nhiều nhiệm vụ đa dạng của Lực lượng Tuần duyên Hoa Kỳ, bao gồm An ninh Nội địa, Tìm kiếm Cứu nạn, Thực thi Luật Hàng hải và Hoạt động Ngăn chặn Người di cư nước ngoài cũng như duy trì sự sẵn sàng quân sự để hỗ trợ các đồng minh NATO và Hải quân Hoa Kỳ. Là một trong 10 tàu cutter ở bờ biển phía Tây, các khu vực tuần tra thông thường của nó bao gồm Biển Bering, Vịnh Alaska và vùng biển Trung Mỹ, thực thi Đạo luật Quản lý và Bảo tồn Nghề cá Magnuson (giới hạn 200 dặm hay 320 kilômét ) và luật cấm ma túy.
The Midgett xuất hiện trên bìa album Freedom at Point Zero năm 1979 của Jefferson Starship .
Vào ngày 14 tháng 8 năm 2020, tàu được chuyển giao cho Cảnh sát biển Việt Nam và được phiên hiệu là tàu CSB 8021, gia nhập tàu chị em của nó là USCGC Morgenthau (WHEC-722) trước đây, nay là tàu CSB 8020 .

## Trùng tên
WHEC-726 là chiếc tàu thứ ba của Tuần duyên Hoa Kỳ mang tên của Chuẩn úy John Allen "BOSN/Bosun" Midgett, Jr., sinh năm 1876 tại Rodanthe, Bắc Carolina. Ông đã phục vụ gần 40 năm trong Cơ quan Cứu nạn Hoa Kỳ và Tuần duyên Hoa Kỳ, từng được trao Huân chương Vàng cứu nạn, giải thưởng cao quý nhất của đất nước về công tác cứu nạn, vì đã giải cứu 36 thủy thủ khỏi tàu chở dầu Mirlo của Anh bị trúng ngư lôi vào năm 1918. Bos'n Midgett và các thuyền viên cứu hộ của mình đã giải cứu toàn bộ thủy thủ đoàn, bất chấp biển động và ngọn lửa từ hàng hóa dầu và xăng tinh chế của tàu chở dầu.

Gia đình Midgett (trước đây được đánh vần là Midgette và Midyett) đã sống dọc theo bờ biển Virginia và Outer Banks của Bắc Carolina trong gần ba thế kỷ và có truyền thống lâu đời về phục vụ hàng hải. John Allen "Bos'n" Midgett, Jr. là một trong 7 thành viên của gia đình Midgett được trao Huân chương Vàng cứu nạn. Hơn 150 thành viên còn sống của gia đình Midgett đã tạo nên sự nghiệp lực lượng tuần duyên, trong đó có hơn 30 người vẫn đang tại ngũ.

## Đặc điểm của USCGCMidgett
- Chiều dài: 378 foot (115 m)
- Chùm tia: 42 foot (13 m)
- Mớn nước: 18 foot (5,5 m)
- Tốc độ tối đa: 29 hải lý trên giờ (54 km/h; 33 mph)
- Tốc độ kinh tế: 12 hải lý trên giờ (22 km/h; 14 mph)
- Tầm xa tối đa: 11.000 hải lý (20.000 km; 13.000 mi)
- Lượng giãn nước: 3.050 tấn Mỹ (2.770 t)
- Dung tích nhiên liệu: 215.000 galông Mỹ (810.000 l; 179.000 gal Anh)
- Dung tích nước: 17.000 galông Mỹ (64.000 l; 14.000 gal Anh)

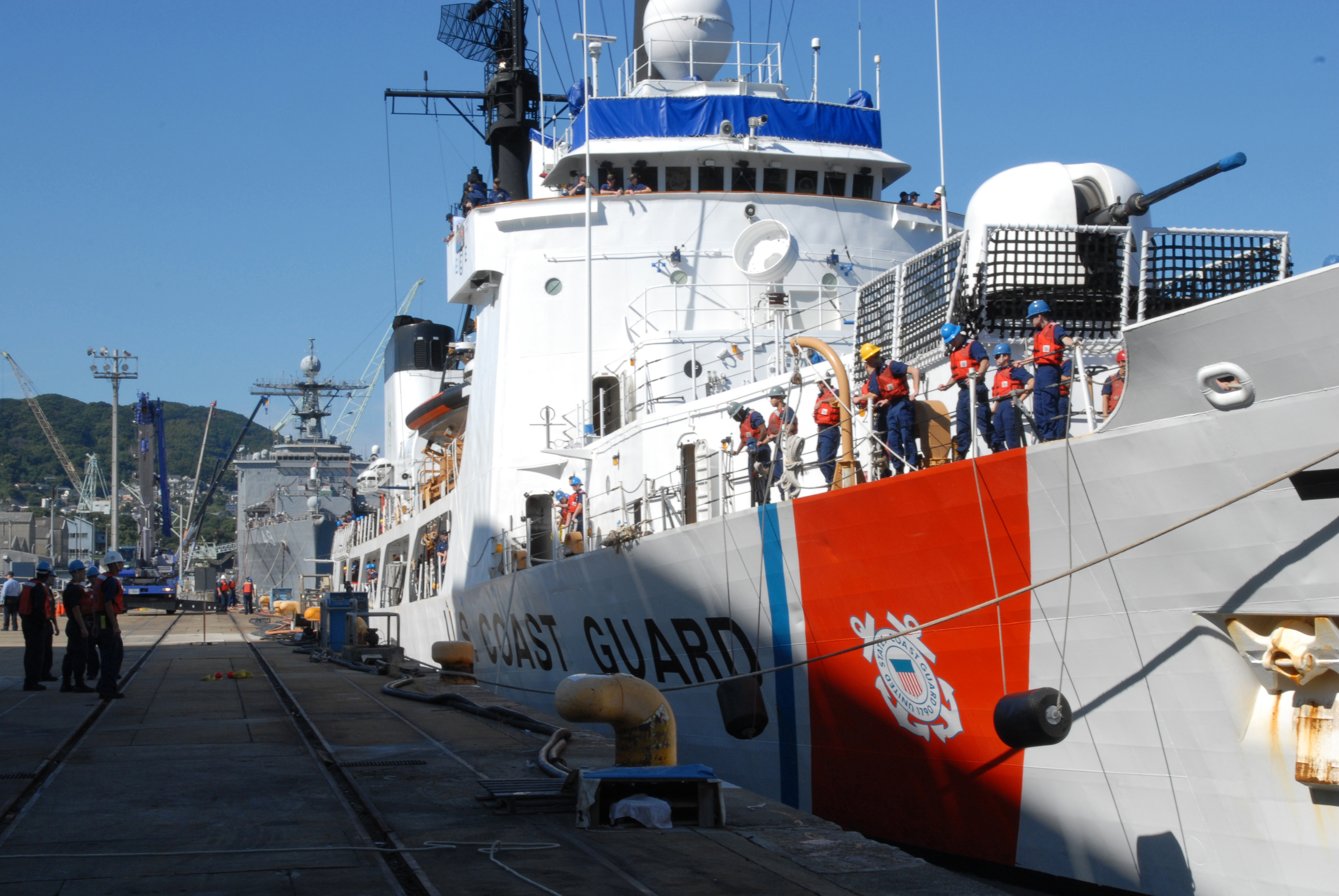
Tàu USCGC Midgett cập cảng Sasebo, Nhật Bản

- Dung tích nhiên liệu Helo: 5.000 galông Mỹ (19.000 l; 4.200 gal Anh)
- Dung tích nước ngọt: 10.000 galông Mỹ (38.000 l; 8.300 gal Anh) mỗi ngày

Động cơ
- 2 động cơ diesel Fairbanks Morse 12 xi-lanh ( 3.500 mã lực hay 2.600 kilôwatt mỗi chiếc)
- 2 tuabin khí Pratt-Whitney
- 2 cánh quạt bước có thể điều khiển được
- 1 Bước thay đổi/ Lực đẩy thay đổi, hệ thống đẩy cung 360 độ

## Người kế nhiệmMidgett
Do lớp tàu cutter Hero ngừng hoạt động, tên Midgett sẽ được sử dụng bởi tàu USCGC Midgett (WMSL-757) thuộc lớp tàu Legend, hiện đang phục vụ sau khi được đưa vào hoạt động vào ngày 24 tháng 8 năm 2019.